# أبو عاصم العبادي
أبو عاصم العبادي الغامدي الشافعي (375 - 458 هـ / 985 - 1066 م) فقيه شافعي، من القضاة.
هو محمد بن أحمد بن محمد العبادي الهروي الازدي الغامدي، أبو عاصم. ولد بهراة وتفقه بها وبنيسابور، وتنقل في البلاد. لقي خلقا كثيرا من المشايخ وأخذ عنهم وسمع الحديث الكثير وحدث، وتوفي في شوال. و قال ابو المحاسن صاحب البحر: القاضي ابو عاصم الغامدي.

## آثاره
من آثاره:
- أدب القضاة
- المبسوط
- الهادي إلى مذهب العلماء
- طبقات الشافعيين - طبع بتحقيق فيتستام سنة 1964 م.[6] كما طبعت بتحقيق جديد بجهد عمرو عبد العظيم الحويني (الرياض: الخزانة الأندلسية 1443 هـ / 2022 م).